# 이구령 충신문
이구령 충신문은 충청북도 음성군 생극면에 있다. 2002년 5월 18일 음성군의 향토문화유적 제14호로 지정되었다.

## 개요
이 충절문은 이구령( ?～1592)의 충절을 기리기 위하여 1905년(광무 9년)에 건립한 충절문으로, 정면 1칸, 측면 1칸의 팔작지붕 목조기와집이며 충절문이라 편액을 달았으며, 안에는 정려기와 창건기가 있다.